# HK Amur Chabarovsk
HK Amur Chabarovsk (ryska: Хоккейный клуб «Амур» Хабаровск) är en ishockeyklubb från Chabarovsk i östra Ryssland. Klubben bildades 1966 som SKA Chabarovsk, 1996 bytte klubben namn till SKA-Amur Chabarovsk för att 1999 få sitt nuvarande namn efter floden Amur. Sedan 2008 spelar klubben i KHL Klubben spelar sina hemmamatcher i Platinum Arena. Klubben har också haft ett reservlag i Asia League Ice Hockey.